# Simona Valli
Simona Valli (Budapest, 4 de mayo de 1972) es el nombre artístico de una actriz pornográfica que trabajó en la industria principalmente durante los años noventa. Criada en una familia católica en Budapest, curso estudios de Física en la Universidad de Budapest.

## Comentarios
Apareció por primera vez en la pantalla en la producción de Mario Salieri Incontro a Venezia (1992), compartiendo escenas con Francesco Malcom.
Ha trabajado con directores europeos de talla importante como Mario Salieri y Marc Dorcel, participando respectivamente en grandes producciones de estos como Drácula (vampiresa en el cementerio) y El perfume de Mathilde (pertenece al grupo de invitados de Sir Rémy).
Es conocida por sus escenas de doble penetración.
Entre sus prácticas sexuales ha participado en doble penetración, gang bang, bukkake, lésbico, etcétera.

## Filmografía parcial
| Año  | Título                               | Papel                                              |
| ---- | ------------------------------------ | -------------------------------------------------- |
| 1992 | Rebecca, la signora del desiderio    | Figura en los créditos como Jennifer Valli         |
| 1993 | Raffinements pervers                 |                                                    |
| 1993 | Orgie à Venise                       |                                                    |
| 1993 | El misterio del convento             | Figura en los créditos como Andrea Valentel        |
| 1993 | Hot Cousins                          |                                                    |
| 1994 | Las aventuras eróticas de Aladino    |                                                    |
| 1994 | Concetta Licata 1                    |                                                    |
| 1994 | Divina commedia                      |                                                    |
| 1994 | Drácula                              | Vampira                                            |
| 1994 | I giochi anali delle porno sorelline |                                                    |
| 1994 | La lunga notte della paura           |                                                    |
| 1994 | La sedia a rotelle                   |                                                    |
| 1994 | El perfume de Mathilde               |                                                    |
| 1994 | Marco Polo: La storia mai raccontata | Wha-Ging                                           |
| 1994 | Matrimonio d'interesse               |                                                    |
| 1994 | Offertes à tout 5                    |                                                    |
| 1994 | Scuole superiori                     |                                                    |
| 1994 | 1001 Nights                          |                                                    |
| 1994 | Della borsa                          |                                                    |
| 1994 | Il marito                            |                                                    |
| 1994 | Jennifer gatta di piacere            |                                                    |
| 1994 | Kinky Villa                          | Mrs Brown. Figura en créditos como Fiona Van Cleef |
| 1994 | L'alcova dei piaceri proibiti        |                                                    |
| 1994 | Line Up                              |                                                    |
| 1994 | L'ultimo treno                       |                                                    |
| 1994 | Paradise Villa                       |                                                    |
| 1994 | Schiava dei piaceri di Sodoma        |                                                    |
| 1994 | Seduction italiano                   |                                                    |
| 1994 | Sequestro di persona                 |                                                    |
| 1996 | The Last Vamp                        |                                                    |
| 1996 | La cameriera, la modella, e la …     |                                                    |
| 1996 | Erotic rondo                         |                                                    |
| 1996 | Miss Liberty                         |                                                    |
| 1996 | Penitenziario femminile              | Sarah                                              |
| 1996 | Sequestro di persona 2               |                                                    |
| 2002 | Stupri di guerra                     |                                                    |